# Anonyma – Eine Frau in Berlin
Anonyma – eine Frau in Berlin ist ein Filmdrama aus dem Jahr 2008 von Max Färberböck, der auch das Drehbuch schrieb. Die Hauptrolle spielt Nina Hoss. Die Handlung basiert auf dem autobiografischen Buch Eine Frau in Berlin von Marta Hillers, das ursprünglich mit einer Einführung von C. W. Ceram herausgegeben wurde.

## Handlung
Im April 1945 marschiert die Rote Armee in Berlin ein. In einem halb zerstörten Wohnhaus werden die Frauen vergewaltigt. Eine von ihnen ist eine knapp 30-jährige Frau, deren Name nicht genannt wird. Die gebildete Frau war einst eine weitgereiste Journalistin und Fotografin. Sie hält die Geschehnisse für ihren Lebensgefährten, der vor Jahren an die Ostfront abkommandiert wurde, in einem Tagebuch fest. In ihrer Not der täglich drohenden Übergriffe und Vergewaltigungen fasst sie den Entschluss, sich einen russischen Offizier zu suchen, der sie beschützt und als Gegenleistung mit ihr schlafen darf. Doch dann geschieht, worauf sie am wenigsten gefasst war: Langsam nähert sie sich ihrem Beschützer, dem ebenso höflichen wie melancholischen Andrej, an. Es entsteht eine Beziehung zu dem Offizier, die sich wie Liebe anfühlt, wäre da nicht die Barriere, die sie bis zum Ende dennoch Feinde bleiben lässt. Als ihr Freund Gerd schließlich zurückkehrt, hat sie sich von ihm entfremdet.

## Drehorte, Veröffentlichung
Der Film wurde vom 28. Mai 2007 bis 4. September 2007 in Deutschland und Polen gedreht. 
Kinostart in Deutschland war am 23. Oktober 2008; die deutsche DVD wurde am 23. April 2009 veröffentlicht. In den USA lief der Film ab dem 17. Juli 2009 als begrenzte Veröffentlichung (limited release) in insgesamt neun Kinos und spielte dort rund 294.000 US-Dollar ein. Dialogcoach für russische Sprache war Volha Aliseichyk, die auch einen Auftritt als Kleindarstellerin hat.

## Rezeption

### Analyse
In ihrer Analyse zur Rezeption des Films in Deutschland und Russland resümiert Yuliya von Saal, Historikerin am Münchner Institut für Zeitgeschichte, dieser versuche eine gemeinsame deutsch-russische Annäherung an das Thema sexuelle Gewalt und den „Opfern der Vergewaltigungen mit Nina Hoss ein Gesicht [zu geben], ohne dabei die Rote Armee zu dämonisieren“. Doch genau so sei er von den russischen Kritikern wahrgenommen worden: Als Film mit der Funktion einer Relativierung der Verbrechen der Deutschen, einer tendenzielle Täter-Opfer-Umkehr, der die ca. 27 Millionen dem deutschen Vernichtungskrieg im Unternehmen Barbarossa geschuldeten Kriegstoten der Sowjetunion ausklammere, „die Rote Armee zu einer Truppe alkoholisierter Massenvergewaltiger stilisiert und die Verbrechen der Deutschen relativiert“. In Deutschland wiederum habe man den Film überwiegend als langweiliges politisch-korrektes „Mainstream-Prestigeprojekt“ angesehen, bei dem die deutschen Frauen angetane sexuelle Gewalt durch sowjetische Soldaten mittels einer „melodramatisch bis kitschig[en]“ Beziehungsgeschichte relativiert worden sei. Da der Film eher nachlässig mit dem historischen Kontext umgegangen sei, habe er der Gefahr, „eine Antithese zur eigenen Täterschaft aufzustellen“, nicht entgehen können und spiegele wie kein anderer die „Schwierigkeiten und Ängste im Umgang mit diesem sehr komplexen, hoch sensiblen und politisch heiklen Thema.“

### Kritik
Das Lexikon des internationalen Films war zwiegespalten und schrieb: „Die ambitionierte Verfilmung dieses einzigartigen Zeitdokuments greift den lakonischen Stil der Vorlage auf und belässt es vor allem in der Darstellung sexueller Gewalt bei Andeutungen. Dabei erliegt der Film schnell dem Zwang von Genrekonventionen und walzt den Versuch der (hervorragend gespielten) Protagonistin, sich einen hochrangigen Offizier als Schutz vor der Meute zu angeln, melodramatisch aus, was zu allzu vertrauten Klischees und Bildern führt.“
Andrian Kreye befasste sich für die Süddeutsche mit dem Film und zeigte sich durchaus angetan davon: „Vor allem aber ist Färberböck und seinem Produzenten Günter Rohrbach der Geniestreich gelungen, ein Tabuthema der deutschen Geschichte so zu inszenieren, dass es die aktuellen Ängste vor dem Absturz aus einem kosmopolitischen Wohlstandsleben in die archaische Form des Faustrechts nachvollziehbar macht.“
Rüdiger Suchslands Bewertung des Films für Telepolis kam überspitzt und fast schon polemisch daher. Er führte aus: „Filme wie diesen gibt es, nicht weil die Macher sich fürs Thema interessierten, sondern weil jemand Geld verdienen will, und man dann Themen sucht, ‚die gehen‘. Weil ein Produzent auf einen Zug, der schon lange und sicher und mit hoher Geschwindigkeit dahinrollt, aufspringen will. Und er das Geld hat, die Rechte zu kaufen. […] Das Ergebnis ist ein Mainstream-Prestigeprojekt, ist cleanes deutsches Hochglanz-Schicksalskino, wie wir es – fast hätten wir gesagt: ‚bis zum Erbrechen‘ – kennen; saubere, hervorragende deutsche Schauspielerinnen bis in die Nebenrollen, mit schwarzer Schmutzschminke im Gesicht und sichtbar kratzigem Tuch auf der weißen Haut, als müssten sie ein Hauptmann-Stück aufführen, und dann zwischen fein säuberlich arrangierte Trümmerkulissen gestellt.“
Claudia Lenssen befasste sich mit dem Film für epd Film und stellte fest, Regisseur Färberböck meinte, die Crux von der „sexuellen Gewalt der Rotarmisten“ zu sprechen, „ohne die Gewalt der Wehrmacht zu relativieren und die Rolle der Frauen in Nazi-Deutschland kleinzureden“, damit zu umschiffen, indem er der Hauptprotagonistin des Films Gefühle für einen russischen Major zuschreibt. Die Heldin werde als „eine jener verschlossenen Nina-Hoss-Figuren inszeniert, die das Drama wie eine unzerstörbare Skulptur zu überstehen“ wisse. „Benedict Neuenfels’ dekorative Ausleuchtung und Zbigniew Preisners sentimentale Illustrationsmusik“ setzten „dem Ganzen trotz faszinierender Einzelepisoden kunstgewerbliche Lichter auf“.

### Auszeichnungen
Der Film war 2009 in zwei Kategorien für den Deutschen Filmpreis nominiert: Einmal in der Kategorie „Beste Tongestaltung“ sowie außerdem in der Kategorie „Beste darstellerische Leistung – weibliche Nebenrolle“ für die Schauspielerin Irm Hermann. Auf dem polnischen Filmfestival Camerimage 2008 war Kameramann Benedict Neuenfels für die Auszeichnung „Goldener Frosch“ für die „Beste Kameraführung“ nominiert. Auf dem Santa Barbara International Film Festival 2009 wurde Max Färberböck den Preis für den „Besten internationalen Spielfilm“ zuerkannt.
Die Deutsche Film- und Medienbewertung FBW in Wiesbaden verlieh dem Film das Prädikat „wertvoll“.